# Quiruelas de Vidriales
Quiruelas de Vidriales település Spanyolországban,  Zamora tartományban. Quiruelas de Vidriales Santibáñez de Tera, Brime de Urz, Quintanilla de Urz, Morales de Rey, Manganeses de la Polvorosa, Santa Cristina de la Polvorosa, Villanázar és Micereces de Tera községekkel határos. Lakosainak száma 635 fő (2024).

## Népesség
A település népessége az utóbbi években az alábbiak szerint változott:
| Lakosok száma | 972  | 934  | 844  | 820  | 762  | 728  | 693  | 656  | 647  | 635  |
|               | 2001 | 2004 | 2007 | 2009 | 2012 | 2014 | 2017 | 2019 | 2022 | 2024 |